# Stadtmauer (Bad Camberg)

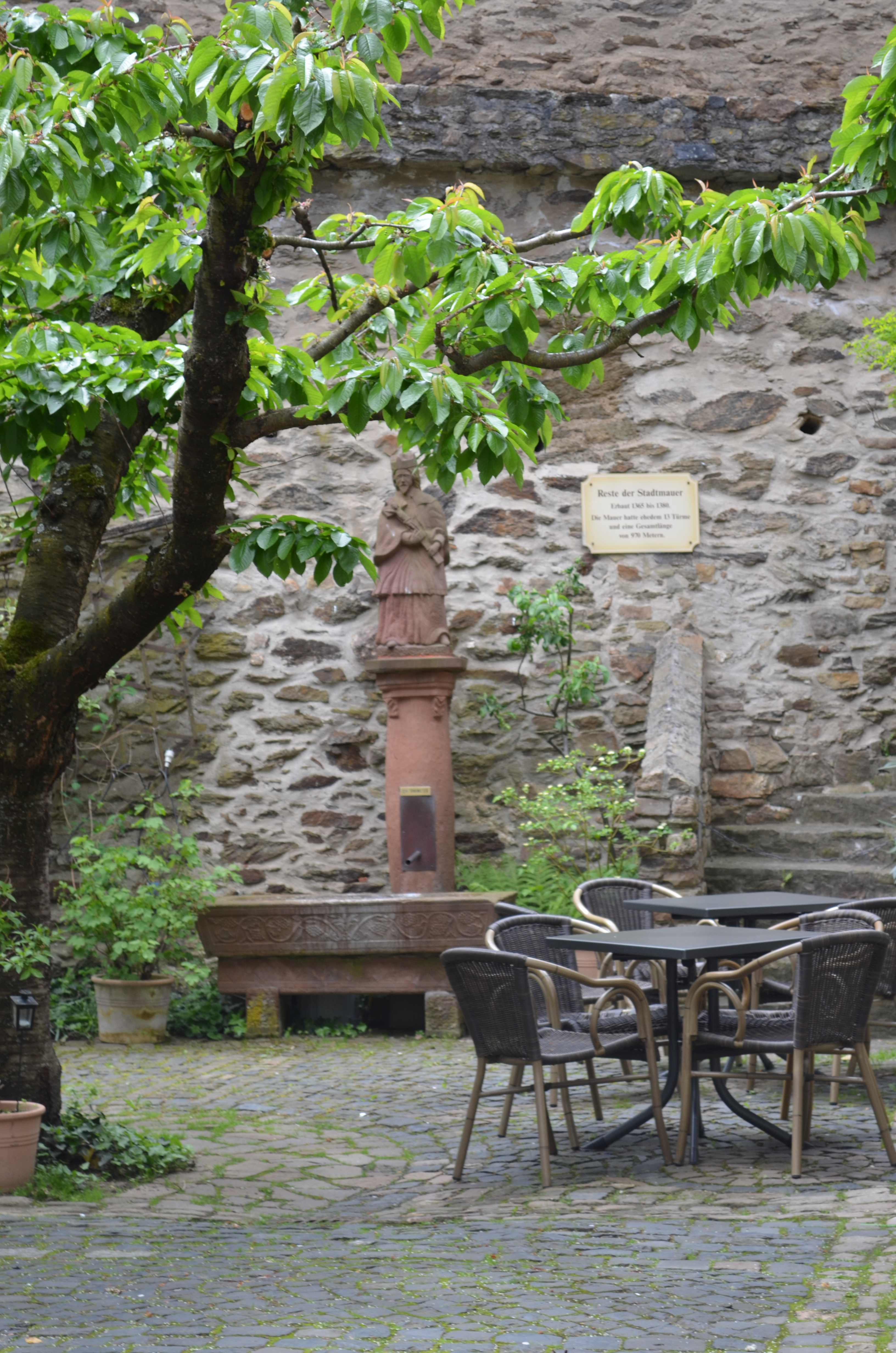
Stadtmauer und Brunnen in Bad Camberg

Die Stadtmauer in Bad Camberg, einer Stadt im Süden des mittelhessischen Landkreises Limburg-Weilburg, wurde im 14. Jahrhundert errichtet. Die Reste der Stadtmauer, die einst circa 970 Meter lang war, sind ein geschütztes Kulturdenkmal.
Von den 12 oder 13 Türmen sind heute noch fünf ganz oder in Resten erhalten. Neben den beiden Haupttürmen in der Strackgasse und in der Obertorstraße gehören dazu zwei weitere an der Eichbornstraße sowie der sogenannte Liebersche Turm an der Südostflanke am Altoranischen Platz 6.
Die Mauer ist an der Kirchgasse beträchtlich hoch, hier ist auch ein Teil des Wehrganges erhalten. In fast ursprünglicher Höhe und als längster Abschnitt erhebt sie sich über dem südöstlichen Burggraben als Teil des Lieberschen Parkes mit der alten Blendbogenkonstruktion.
An der Eichbornstraße nutzen zahlreiche Wohn- und Wirtschaftsgebäude die Mauer als Fundament oder Außenmauer. Sämtliche sichtbaren oder überbauten Teile gehören zur Sachgesamtheit des Kulturdenkmals.